# Heteropoda shillongensis
Heteropoda shillongensis är en spindelart som beskrevs av Sethi och Benoy Krishna Tikader 1988. Heteropoda shillongensis ingår i släktet Heteropoda och familjen jättekrabbspindlar. Inga underarter finns listade i Catalogue of Life.